# 马尔塔 (索恩-卢瓦尔省)
马尔塔（法語：Maltat，法語發音：[malta]）是法国索恩-卢瓦尔省的一个市镇，属于沙罗勒区。

## 地理
马尔塔（46°40'55"N, 3°49'2"E）面积31.35 平方千米，位于法国勃艮第-弗朗什-孔泰大區索恩-卢瓦尔省，该省份为法国中部省份，北起顺时针与科多尔省、汝拉省、安省、罗讷省、卢瓦尔省、阿列省和涅夫勒省接壤。
与马尔塔接壤的市镇（或旧市镇、城区）包括：圣塞纳、波旁朗西、索姆河畔克雷西、克罗纳、格吕里、蒙村、卢瓦尔河畔维特里。

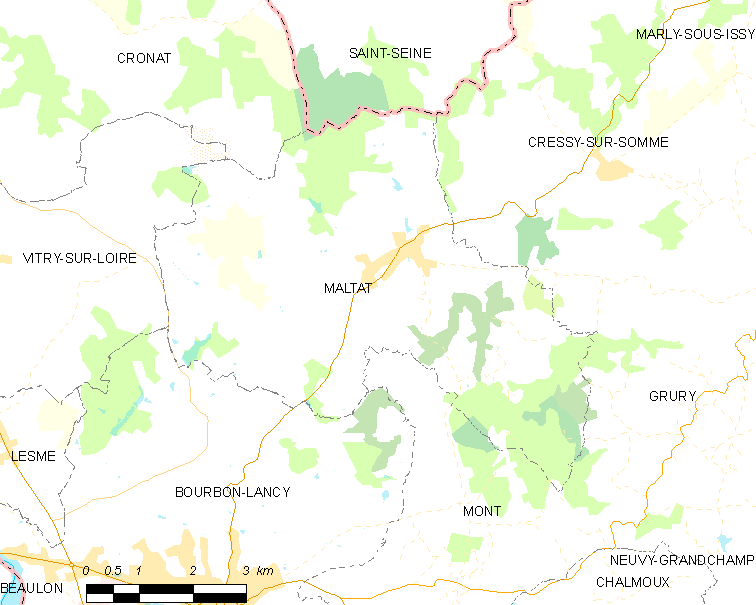
的OSM定位图

马尔塔的时区为UTC+01:00、UTC+02:00（夏令时）。

## 行政
马尔塔的邮政编码为71140，INSEE市镇编码为71273。

## 政治
马尔塔所属的省级选区为迪关县。

## 人口

1962-2008年间人口变化图示

马尔塔于2022年1月1日时的人口数量为280人。